# یواس‌اس کالیفرنیا (اس‌پی-۲۴۹)
یواس‌اس کالیفرنیا (اس‌پی-۲۴۹) (به انگلیسی: USS California (SP-249)) یک کشتی بود که طول آن 211' بود. این کشتی در سال ۱۹۰۳ ساخته شد.